# Turistická značená trasa 7369
 Turistická značená trasa 7369 je 4 km dlouhá žlutě značená trasa Klubu českých turistů v okrese Náchod spojující Adršpašské skály se skalami Teplickými. Její převažující směr je jihovýchodní. Trasa se nachází na území CHKO Broumovsko a národní přírodní rezervace Adršpašsko-teplické skály.

## Průběh trasy
Turistická trasa 7369 má svůj počátek v centru Adršpašských skal na rozcestí se zdejší okružní zeleně značenou trasou 4217. Počáteční členitý úsek vede skalním terénem často za pomoci schodišť a obsluhuje turistické lokality centrální části skal včetně tzv. Malého i Velkého vodopádu a přístavišť lodiček zdejšího jezírka. Následuje přechod Metuje a posledního skalního hřbetu a sestup do Vlčí rokle. Tou trasa sestupuje k jihovýchodu pěšinami, četná rašeliniště překonává za pomoci dřevěných vyvýšených chodníků. V místě styku s Ledovou roklí se nachází rozcestí s modře značenou trasou 1833 vedoucí k zaniklé osadě Záboř. Trasa 7369 pokračuje Vlčí roklí dále k jihovýchodu na rozcestí s modře značenou trasou 1831 vedoucí z Teplic nad Metují do Teplického skalního města, na kterém končí.

## Turistické zajímavosti na trase
- Národní přírodní rezervace Adršpašsko-teplické skály a jejich četné skalní útvary
- Malý a Velký vodopád
- Přístaviště lodiček na jezírku
- Vlčí rokle
- Vodopád ve Vlčí rokli
- Stříbrný pramen